# Kenji Inoue
Kenji Inoue (jap. 井上謙二 Inoue Kenji; ur. 5 listopada 1976) – japoński zapaśnik w stylu wolnym. Olimpijczyk z Aten 2004, gdzie zdobył brązowy medal w kategorii 60 kg.
Piąty zawodnik mistrzostw Azji w 1999 i trzeci na uniwersyteckich mistrzostwach świata w 1998 roku.